# Centro Cultural González Gallo
El Centro Cultural González Gallo es un espacio de exposición y divulgación cultural ubicado en Chapala, Jalisco, México, a las orillas del lago de Chapala. Su diseño y construcción inició en 1917 a cargo del arquitecto tapatío Guillermo de Alba por iniciativa de la extinta Compañía de Fomento de Chapala fundada por el inversionista noruego Christian Schetjnan. La ruta de ferrocarril se extendía 26.3 kilómetros desde Chapala hasta la comunidad de La Capilla, en el municipio de Ixtlahuacán de los Membrillos. Fue inaugurada el jueves 8 de abril de 1920, funcionando hasta 1926.
El 28 de marzo de 2006 fue inaugurado como centro cultural, administrado por la Secretaría de Cultura de Jalisco, siendo sede de eventos artísticos, espacio de exposiciones temporales y escuela de iniciación artística. Actualmente cuenta con una sala arqueológica y un museo de sitio.
El centro cultural resguarda y expone permanentemente una selección de esculturas del artista tapatío Miguel Miramontes Carmona. 

## Historia
El edificio del Centro Cultural González Gallo fue una estación de ferrocarril en Chapala, Jalisco, la cual fue inaugurada el 8 de abril de 1920. El diseño es del arquitecto Guillermo de Alba, quien la comenzó en 1917.
En 1926, el edificio tuvo afectaciones por una inundación, debido a una crecida del lago de Chapala durante la temporada de lluvias.
El edificio estuvo en el abandono durante un largo tiempo, pero debido a las solicitudes de la población, los diferentes órganos de gobierno lo rescataron para convertirlo en un centro cultural. El 28 de marzo de 2006 se inauguró el Centro Cultural “Lic. J. Jesús González Gallo”.